# Szu-Sin z Akszak
Szu-Sin – według Sumeryjskiej listy królów szósty, ostatni władca należący do dynastii z Akszak. Dotyczący go fragment brzmi następująco:
„Szu-Sin (z Akszak), syn Iszu-ila, panował przez 7 lat”.
Następnie Sumeryjska lista królów podaje, iż „Akszak zostało pokonane, a (siedziba) królestwa została przeniesiona do Kisz”.